# Klevei Szibilla szász választófejedelemné
Klevei Szibilla (Düsseldorf, 1512. január 17. – Weimar, 1554. február 21.), klevei hercegnő a La Marck-házból, házassága révén szász választófejedelemné.

## Életpályája

### Származása, testvérei
Szülei III. János klevei herceg és Jülich-Bergi Mária hercegnő voltak. Apai nagyszülei II. János klevei herceg és Hesseni Matilda tartománygrófnő, anyai nagyszülei IV. Vilmos jülich-bergi herceg és második felesége, Brandenburgi Szibilla hercegnő voltak.
Szibilla szüleinek első gyermeke volt, három testvére született, Anna, Vilmos és Amélia.
Testvérei közül Anna 1540. január 6-án hozzáment VIII. Henrik angol királyhoz, aki 1540. július 9-én elvált tőle. Vilmos 1539. február 6-án követte apjukat a hercegi trónon, majd 1541-ben feleségül vette Albret Johannát, Navarra trónörökösét, ám frigyüket négy év múlva érvénytelenítették, gyermekük nem született. Vilmos 1546. július 18-án ismét megházasodott, második hitvese Habsburg Mária osztrák főhercegnő lett. Hét örökösük jött világra, öt leány (Mária Eleonóra, Anna, Magdolna, Erzsébet és Szibilla) és két fiú (Károly Frigyes és János Vilmos). Amélia nem ment férjhez és nem születtek gyermekei.

### Élete
Szibillát 1526 szeptemberében eljegyezték a 23 éves János Frigyes leendő szász választófejedelemmel, a Wettin-dinasztia tagjával, akihez 1527. február 7-én hozzá is ment, s házasságuk 27 éve alatt négy gyermekük jött világra. Férje 1532. augusztus 16-án örökölte meg apja rangját, s lett szász választófejedelem.
Szibilla, akárcsak férje a református vallás hű követői közé tartoztak. Komoly próbatétel elé állította őket az élet, amikor a schmalkaldeni háborúban fogságba esett Szibilla hitvese, azonban olyan erős kötelék volt köztük, hogy az asszony még ekkor is szilárdan kitartott férje mellett. Amikor Wittenberg várát ostromolni kezdték, Szibilla nem volt hajlandó megadni magát, bátran védte fiait és otthonát az ellenség csapataitól. Ennek ellenére János Frigyes nem látott más választást, hogy megvédje családját tőlük, minthogy feladta a várat, a tartomány kormányzását pedig 1547. június 4-én átengedte másod-unokatestvérének, Móric szász választófejedelemnek. 1554-ben a választófejedelmi címtől megfosztott János Frigyes felosztotta a hercegséget három felnőttkort megélt fia között, akik így kisebb államokban, az ernesztida hercegségekben uralkodtak tovább.
Végül 1552. szeptember 1-jén, ötévnyi ostrom és távollét után a család ismét egyesülhetett, ám boldogságuk mindössze másfél évig tartott. Szibilla 1554. február 21-én, 42 éves korában hunyt el, férje pedig 10 nappal később, március 3-án, 50 esztendős korában, Weimarban. Mindkettőjüket a weimari Szent Péter és Pál-templomban helyezték végső nyugalomra.

### Gyermekei
János Frigyes szász választófejedelemmel kötött házasságából négy fiúgyermekük született:
- János Frigyes (1529–1595), II. János Frigyes néven szász herceg
- János Vilmos (1530–1573), szász-weimari herceg
- János Ernő (1535–1535)
- ifjabb János Frigyes (1538–1565), III. János Frigyes néven szász herceg.